# بحر أموندسن
بحر أموندسن، (بالإنجليزية: Amundsen Sea)‏، هو إحدى أذرع المحيط الجنوبي لمنطقة أرض ماري بيرد في غرب القارة القطبية الجنوبية.
ويحد البحر من الشرق خليج رأس السمك الطائر [الإنجليزية]، وهو الطرف الشمالي الغربي لجزيرة ثورستن، ويحده غربًا خليج كيب دارت [الإنجليزية], بجزيرة سيبل.
ويبدأ بحر بلنغهاوزن، من الجهة الشرقية لخليج كيب فلاينج فيش. أما بالنسبة لغرب خليج كيب دارت فهو بحر هامشي بدون اسم تابع للمحيط الجنوبي ويقع بين بحر أموندسن وبحرروس (Ross). وقد سُمي هذا البحر على اسم المستكشف القطبي النرويجي روال أموندسن، الذي اكتشفه في بعثة الاستكشاف النرويجية بين عامي 1928 -29 بقيادة الربان نيلس لارسن، أثناء استكشاف هذه المنطقة في فبراير 1929
وتقع معظم أجزاء البحر تحت طبقة جليدية ويبرز منه لسان ثوايتيس الجليدي. ويصل سُمك اللوح الجليدي الذي يتم تصريفه في بحر أموندسين إلى 3 كـم (1.9 ميل) تقريبًا وهو حجم ولاية تكساس تقريبًا، وتعرف المنطقة بالمنطقة الخليجية لبحر أموندسن (ASE) وتشكل أحد أحواض التصريف الجليدية الرئيسية للوح الجليدي القطبي الغربي.

## المنطقة الخليجية لبحر أموندسن

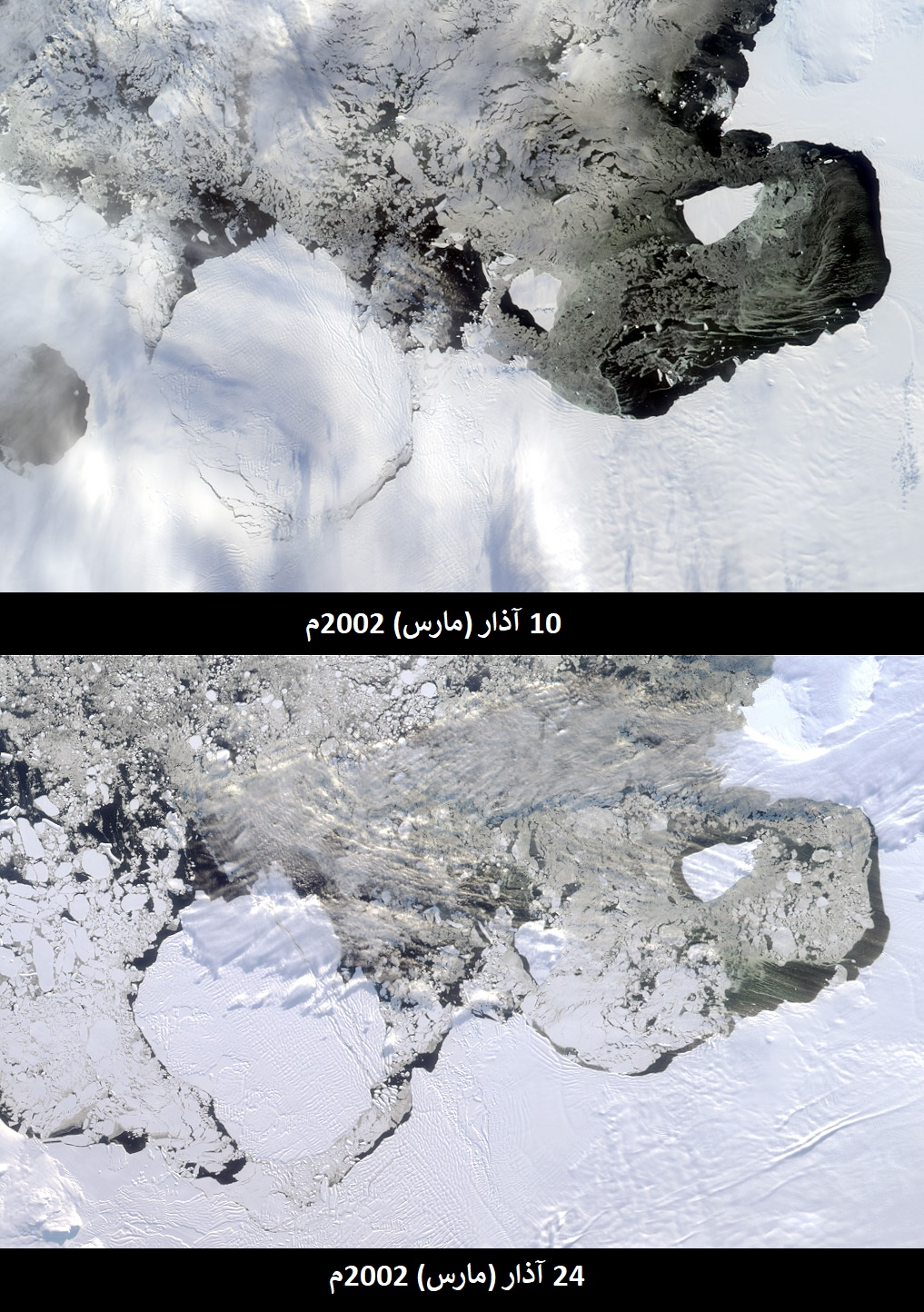
جبل جليدي كبير B-22 يبرز من لسان ثوايتيسوبقايا الجبل الجليدي B-21 من اللسان الجليدي في خليج جزيرة باين(Pine) يمين الصورة

ويصل سُمك اللوح الجليدي الذي يتم تصريفه في بحر أموندسين إلى 3 كـم (1.9 ميل) تقريبًا وهو حجم ولاية تكساس تقريبًا، وتعرف المنطقة بالمنطقة الخليجية لبحر أموندسين (ASE) وتشكل أحد أحواض التصريف الجليدية الرئيسية للوح الجليدي القطبي الغربي، الحوضان الآخران هما المنطقة الخليجية لبحر روس والمنطقة الخليجية لبحر ويديل (Weddell). وفي مارس 2007، أعلن العلماء الذين يقومون بدراسة المنطقة الخليجية لبحر أموندسين من خلال القمر الصناعي عن وجود تناقص كبير في المنطقة الخليجية لبحر أموندسين بسبب تغير أنماط الرياح التي تتيح تدفق الماء الدافئ أسفل اللوح الجليدي.
وقد اقترح بعض العلماء أن هذه المنطقة قد تمثل «نقطة الضعف» في اللوح الجليدي القطبي الغربي. تُعد كل من الكتلة الجليدية لجزيرة باين والكتلة الجليدية ثوايتيس اللتين تصبان في بحر أموندسين من بين أكبر خمس كتل جليدية في القارة القطبية الجنوبية. وقد اكتشف العلماء أن التدفق الخارج من هذه الكتل قد زاد في السنوات الأخيرة، وأنه في حالة ذوبان هذه الكتل تمامًا سيرتفع منسوب الماء العالمي ارتفاع المنسوب الحالي حوالي 0,9 إلى 2 متر «1 إلى 2 ياردة». وقد افترض العلماء أن فقدان هذه الكتل الجليدية قد يؤدي إلى فقد التوازن في اللوح الجليدي بغرب القارة القطبية بالكامل كما يحتمل فقد التوازن أيضًا في أجزاء من اللوح الجليدي الشرقي بالقارة القطبية الجنوبية.
وقد افترضت دراسة تم إجراؤها في أكتوبر، 2004 أنه بسبب ذوبان الجليد في بحر أموندسين بسرعة وتثبت الجليد فيه بسبب الشقوق، فإن الجرف الجليدي الساحلي دخل في مرحلة انهيار «خمس سنوات». وقد توقعت الدراسة ارتفاع منسوب الماء في البحر 1.3 م (4.3 قدم) من اللوح الجليدي في غرب القارة القطبية الجنوبية عند ذوبان الجليد الموجود ببحر أموندسين بالكامل.
وقد أظهرت القياسات التي تضمنها الاستبيان البريطاني الخاص بالقارة القطبية الجنوبية في 2005 أن معدل ذوبان الجليد في المنطقة الخليجية لبحر أموندسين كان حوالي 250 كلممكعب في العام. ومع افتراض انصهار الجليد بمعدل ثابت، فإن هذا وحد يكفي لرفع مناسيب الماء العالمية حوالي 0,22 ملم كل عام.
وقد تم اكتشاف بركان في الركام الجليدي السفلي في المنطقة، في الغرب من الكتلة الجليدية لجزيرة باين بالقرب من جبال هودسون (Hudson). وكانت آخر ثورة للبركان منذ حوالي 2200 سنة، وهو ما حدده الانتشار الواسع لطبقات الرماد البركاني المتراكمة في الجليد فيما عرف بأكبر ثورة بركانية في القارة القطبية الجنوبية خلال الألفيات العشرة الماضية. وقد يسهم النشاط البركاني في المنطقة في الزيادة الملحوظة للتدفق الجليدي،  على الرغم من أن أشهر النظريات المتداولة بين العلماء الدارسين لهذه المنطقة تشير إلى أن السبب وراء زيادة التدفق هو مياه المحيطات المتزايدة في درجة الحرارة. وقد ارتفعت درجة حرارة هذه المياه بسبب رفع مياه المحيط السفلية لأعلى الذي نتج عن التغيرات في أنظمة الضغط والتي يُحتمل تأثرها بظاهرة الاحتباس الحراري العالمي.
وفي يناير عام 2010 افترضت دراسة محاكاة أن «النقطة الطرفية» للكتلة الجليدية لجزيرة باين تم تجاوزها عام 1996 مع تراجع ممكن للخلف 200 كلم عام 2010 مما سينتج عنه ارتفاع في منسوب الماء في البحار قدره 24 سـم (0.79 قدم)، على الرغم من افتراض أن نسب التقييم هذه كانت معتدلة فيما يتعلق بالمدة الزمنية. ومع ذلك، فقد نصت دراسة المحاكاة أنه «مع معرفة الطبيعة المعقدة ثلاثية الأبعاد للكتلة الجليدية الحقيقية لجزيرة باين، فإنه سيكون من الواضح أن [...] النموذج هو عرض غير دقيق للواقع.»

## خليج جزيرة باين
خليج جزيرة باين () عبارة عن خليج طوله 40 ميل (64 كم) وعرضه 30 ميل (48 كم) تقريبًا يصب فيه الجليد المنصهر من الكتلة الجليدية لجزيرة باين في أقصى الجنوب الشرقي لبحر أموندسين. وقد تم تخطيطه بالصور الفوتوغرافية الجوية التي التُقطت في عملية لسلاح البحرية الأمريكية اسمها القفزة العالية في ديسمبر عام 1946 وتمت تسميتها بواسطة اللجنة الاستشارية للأسماء القطبية (US-ACAN) USS على اسم حاملة الطائرات البحرية وسفينة الأدميرال الخاصة بمجموعة المهمات الشرقية في عملية البحرية الأمريكية "القفزة العالية" التي اكتشفت هذه المنطقة .

## خليج راسل
خليج راسل، عبارة عن خليج مفتوح إلى حد ما يقع في الجنوب الغربي لبحر أموندسين، ويمتد على طول الجوانب الشمالية لجزيرة سبايلجرف جيتس الجليدي(Getz) وجزيرة كارني (Carney) من جزيرة برانكي (Pranke) إلى خليج جيتس (Gates). وقد تم رسم خرائطه بواسطة الماسح الجيولوجي الأمريكي (USGS) من عمليات مسح وصور جوية للبحرية الأمريكية بين الفترة من عام 1959–إلى 66 وقد تمت تسميته بواسطة اللجنة الاستشارية الأمريكية للأسماء القطبية (US-ACAN) على اسم الأدميرال جيمس راسل، سلاح البحرية الأمريكية نائب رئيس عمليات البحرية الأمريكية خلال الفترة التي أعقبت الفترة الجيوفيزيائية الدولية 1957-58 

## وصلات خارجية
- مسح جيوفيزيائي جوي لمنطقة خليج بحر أموندسين
- طبوغرافيا الركام الجليدي السفلي نسخة محفوظة 4 يونيو 2008 على موقع واي باك مشين.
- الجليد المنصهر نسخة محفوظة 9 مايو 2008 على موقع واي باك مشين.